# Västkordiljäran
Västkordiljäran (spanska: Cordillera Occidental) är en bergskedja i Anderna. Det är den västligaste av de tre huvudkedjorna i Colombia. Den skiljs från Centralkordiljäran av Caucaflodens dalgång.